# Werkvloer

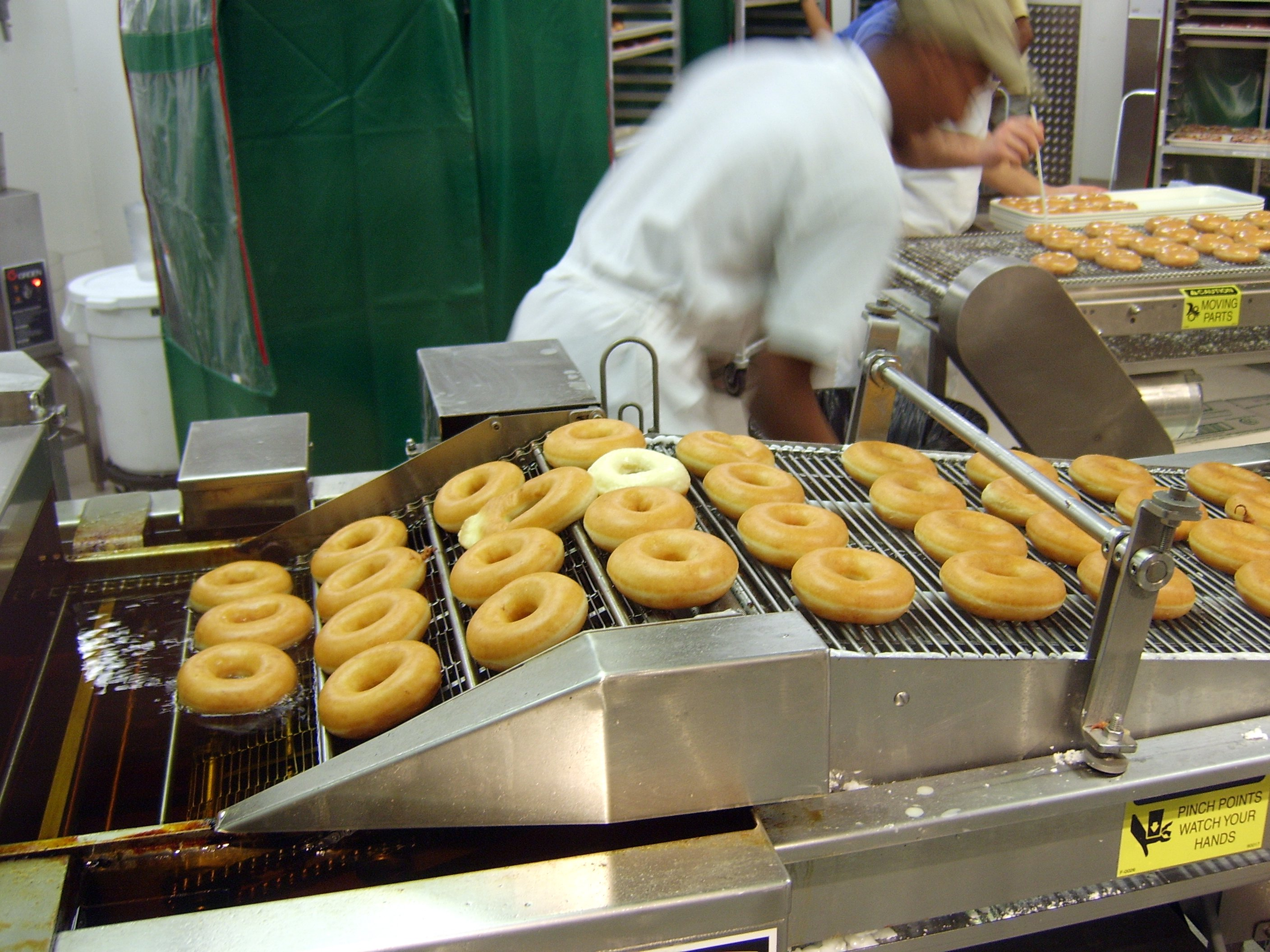
Werkvloer in voedingsindustrie.

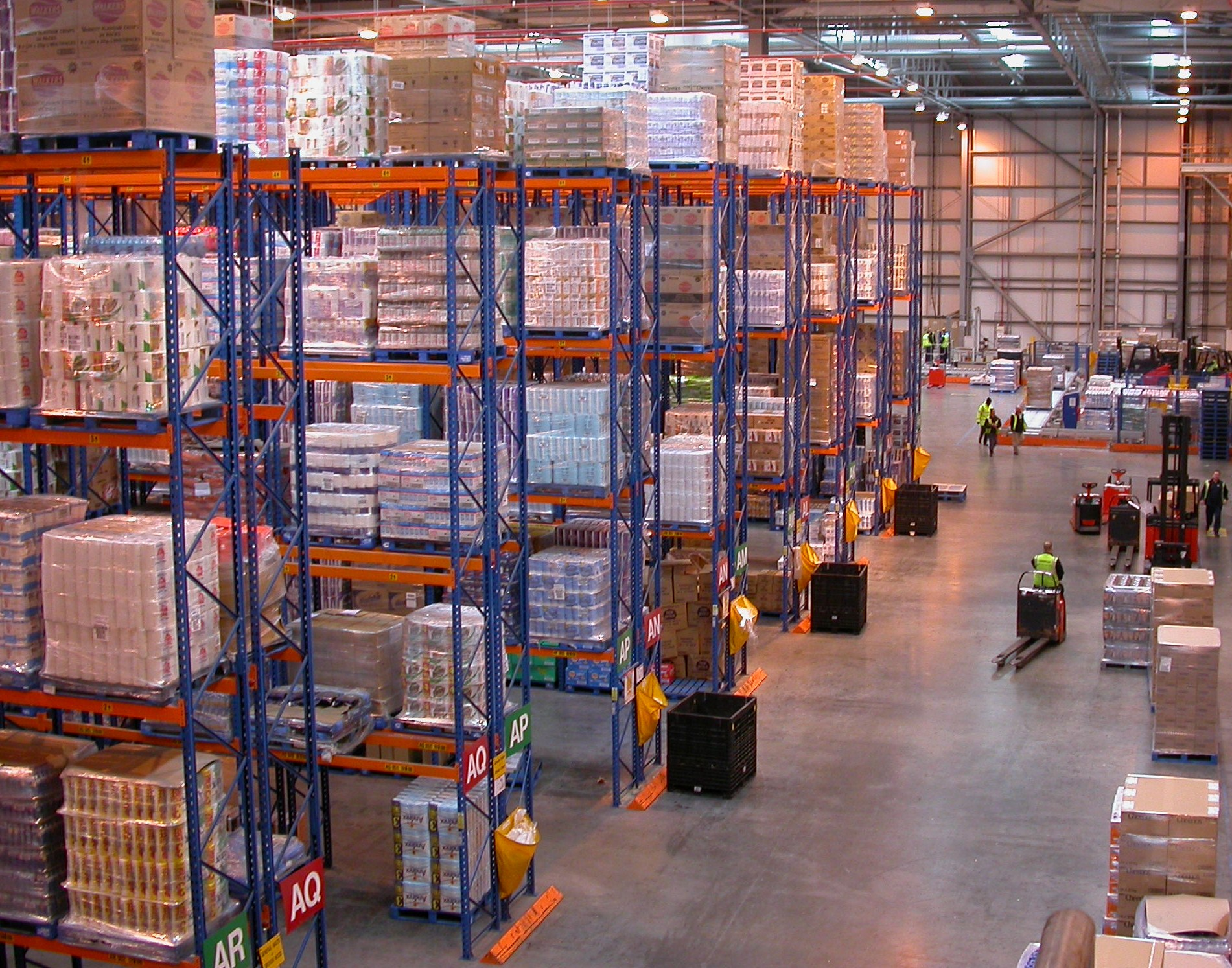
Werkvloer in distributiecentrum.

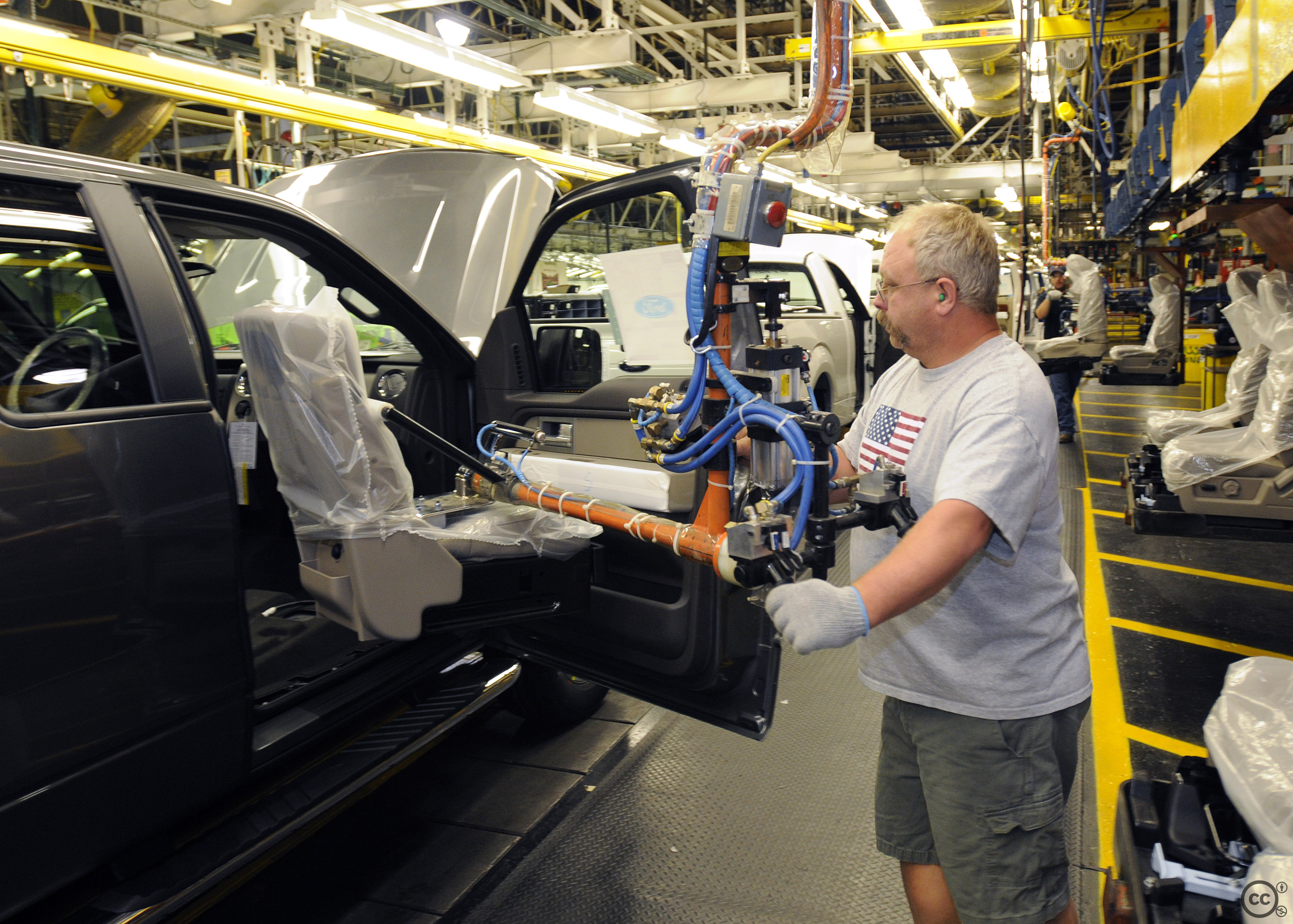
Werkvloer in de auto-industrie.

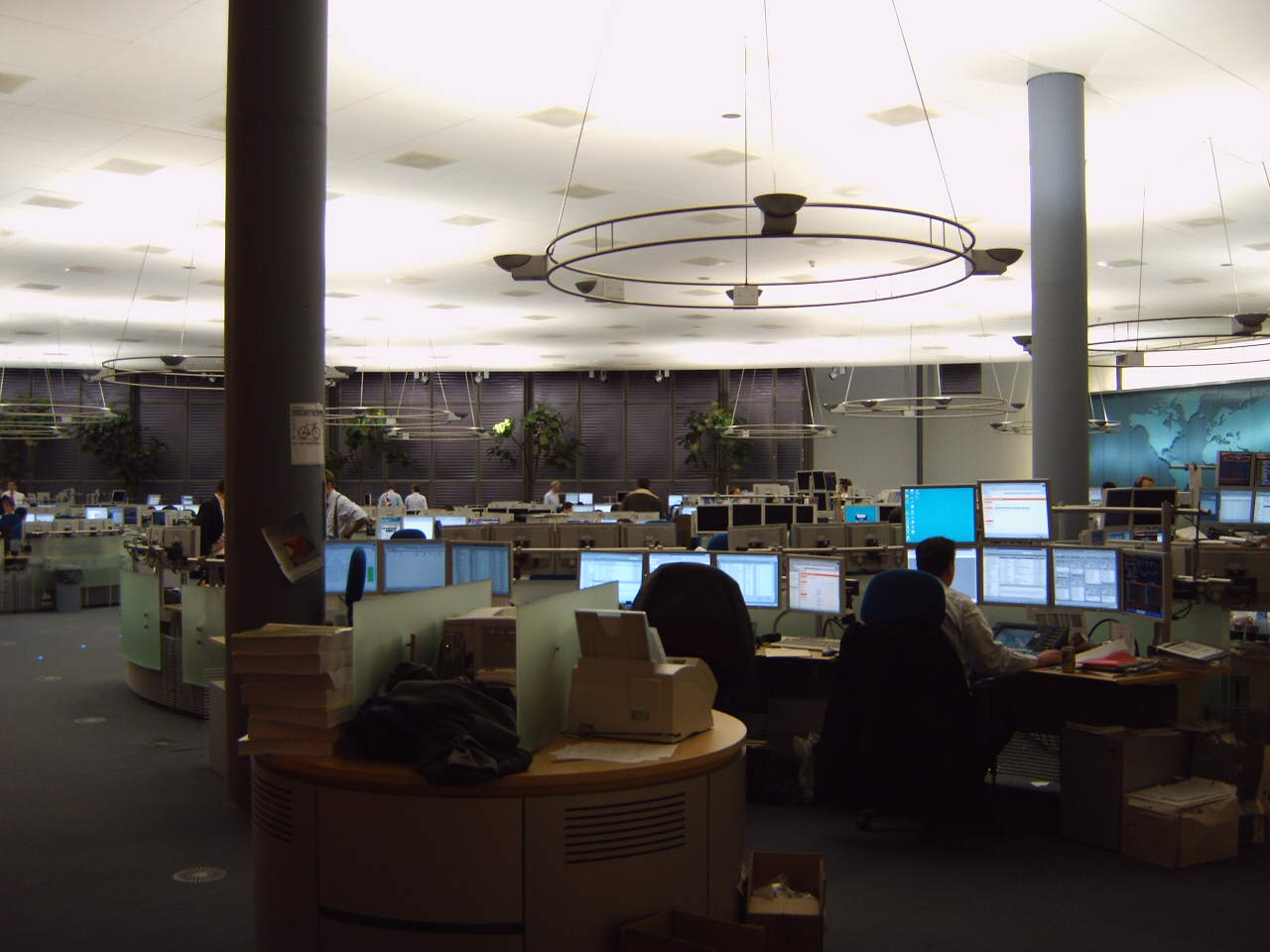
Werkvloer in het bankwezen.

Werkvloer op kantoor.

In klassieke zin is de werkvloer de vloer van de werkplek, werkplaats of fabriek, waar de werknemers werken. Dat kan de plaats zijn waar met machines wordt gewerkt, maar ook waar de administratie of het denkwerk wordt gevoerd en het management leiding geeft aan het bedrijf. In bijvoorbeeld het bank- en verzekeringswezen vormt de administratie op de werkvloer zelfs het primaire productieproces. Steeds vaker wordt ook gerefereerd naar 'de digitale of online werkvloer'. Men kan het begrip in een steeds verder digitaliserende werkcontext daarom ook begrijpen als alle ruimte, fysiek en digitaal, waar werkgerelateerde (inter)acties plaatsvinden. 
Het begrip "de mensen op de werkvloer" was voorheen een metafoor voor de arbeidersklasse. 

## Organisatie van de werkvloer
Op de werkvloer werkt het uitvoerend personeel onder aansturing. De schakel tussen de werkvloer en de leiding van de organisatie, zoals (afdelings)directeuren, wordt verzorgd door het middenkader. Het aantal medewerkers van een directe baas wordt span of control genoemd. Het aantal lagen tussen de werkvloer en de directeur wordt ook wel depth of control genoemd.
In een platte organisatiestructuur zijn er weinig tot geen tussenliggende managementlagen tussen de werknemers en de managers. Dit organisatiemodel stimuleert betrokkenheid van de werknemers door een gedecentraliseerd besluitvormingsproces. Wanneer het personeel van de werkvloer meer verantwoordelijkheid krijgt en de tussenlaag van het middenmanagement wordt weggenomen, dan bereiken commentaar en terugkoppeling al het personeel dat bij een besluit betrokken is veel sneller. De snelheid waarmee de klant zijn verwachte respons krijgt kan hierdoor worden verhoogd. Doordat de interactie tussen de werknemers toeneemt, is dit organisatiemodel in het algemeen meer afhankelijk van een meer persoonlijke relatie tussen medewerkers en managers. Deze structuur kan hierdoor meer tijdrovend zijn om te implementeren dan een traditioneel bureaucratisch/hiërarchisch model.
In 2000 deed Peter Drucker de volgende uitspraak:
- De grootste verdienste van het management van de 20e eeuw is de vijftigvoudige verbetering van de productiviteit van de fabriekswerker.
- De grootste uitdaging van het management voor de 21e eeuw is om de productiviteit van de kenniswerker op een vergelijkbare wijze te verbeteren.

Hiermee geeft Drucker aan dat er iets moet veranderen op de (ook digitaliserende) werkvloer. Het nieuwe werken is steeds meer in de belangstelling komen te staan, onder andere in relatie tot mobiliteit.

## Organisatietheorie
Er zijn allerlei theorieën over de organisatie van het werk op de werkvloer, zoals:
- Wetenschappelijke bedrijfsvoering
- Human relations voortgekomen uit de Hawthorne-experimenten van Elton Mayo, dat aantoonde hoe groepen het individuele gedrag op de werkvloer kunnen beïnvloeden.
- Ergonomie is de wetenschappelijke studie van de mens in relatie tot zijn omgeving. Dit kan een product, ruimte of werkplek zijn.
- Job enrichment is een theorie over het motiveren van werknemers door hen een uitgebreider takenpakket aan te bieden. Dit idee is ontwikkeld door de Amerikaans psycholoog Frederick Herzberg in de jaren 1950.
- Theorie over kwaliteitskringen, gericht op het organiseren van lezingen, trainingen en informatieve bijeenkomsten bij bedrijven op de werkvloer. Het doel hierbij is om het management en de medewerkers te laten leren van anderen, om te innoveren en, waar het kan, te verbeteren.
- Organizing is een methode van de vakbond om werknemers op de werkvloer te organiseren en om via strategische campagnes druk uit te oefenen op werkgevers.

Veel van deze theorieën zijn uitgewerkt in de technische bedrijfskunde.

## Organisatieadvies
Vanaf het eerste organisatieadviesbureau is een deel van het organisatieadvies gericht op de werkvloer. Hier kunnen studies worden verricht van de productieprocessen ten behoeve van technische verbeteringen en/of verbeteringen op het gebied van planning. Voorstellen worden veelal in overleg met de werklieden en het lager kader besproken en beproefd.
Belangrijke activiteiten van de eerste organisatieadviesbureaus, zoals het Organisatie Advies Bureau, waren:
- arbeidsbesparende werkmethoden
- advies voor aanschaf van gereedschap en machines en inrichting van fabrieken
- indeling en verdeling van werkzaamheden en de gang van materialen door fabrieken

Met dit werk is een klasse van organisatieadvieswerk ontstaan die van blijvend belang is.